# اسپگاترین
اسپگاترین (انگلیسی: Spegatrine) یک آنتاگونیست گیرنده های α1 و α2 آدرنرژیک است که از گیاه Rauvolfia verticillata جدا شده است. دایمر دیسپگترین آن میل آنتاگونیستی بیشتری برای گیرنده های α-آدرنرژیک دارد.